# جيمس هوجن
جيمس هوجن (بالإنجليزية: James Hogun)‏ (توفي 4 يناير 1781) كان واحدا من خمسة جنرالات من ولاية كارولينا الشمالية للخدمة في الجيش القاري في الحرب الثورية الأمريكية. بدأ العامل كرائد في ولاية كارولينا الشمالية في الفوج السابع ، تقدم بسرعة في الرتبة ليصبح خلال 1776 ضابط وحدة القيادة. شارك في معارك براندي وجيرمانتاون في عام 1777.تمت ترقية هوجن من قبل الكونغرس القاري إلى رتبة عميد في 1779.